# Andreasförsamlingen
Andreasförsamlingen är en församling inom Equmeniakyrkan i Mjölby, Mjölby kommun. Församlingen bildades 1989. 

## Historia
Andreasförsamlingen bildades 1989 genom en sammanslagning av Mjölby missionsförsamling och Mjölby baptistförsamling. Församlingen hade fram till 1993 två kyrkor (Missionskyrkan, Mjölby och Baptistkyrkan, Mjölby), då man byggde den nuvarande Andreaskyrkan.
 Församlingen har sitt namn av Jesus lärjunge Andreas.
Församlingen var vid bildandet dubbelansluten till Svenska Missionsförbundet och Svenska Baptistförbundet. Församlingen tillhör numera Equmeniakyrkan.

## Musikverksamhet
Församlingen har en barnkör "Klangen – Fart så klart", en ungdomskör "På väg" och en vuxenkör "Andreaskören".

## Kyrkor och lokaler
- Andreaskyrkan
- Blåviks missionshus
- Sommarhemmet

### Fotnoter
1. 1 2  ”Bakgrund”. Andreaskyrkan. https://www.andreaskyrkan.nu/. Läst 21 oktober 2020.
2. ↑  ”ANDREASFÖRSAMLINGEN”. Ratsit. https://www.ratsit.se/8230006309-ANDREASFORSAMLINGEN. Läst 21 oktober 2020.
3. ↑  ”Varför namnet Andreas?”. Andreaskyrkan. https://www.andreaskyrkan.nu/. Läst 21 oktober 2020.
4. ↑  Tore Johansson, red (1991). Inventarium över svenska orglar: 1991:II, Frikyrkor II: Göteborgs & Bohus län, Älvsborgs län, Skaraborgs län, Värmlands län, Östergötlands län, Örebro län, Södermanlands län. Tostared: Förlag Svenska orglar. Libris 4108784
5. ↑  ”Sång & musik”. Andreaskyrkan. https://www.andreaskyrkan.nu/. Läst 21 oktober 2020.